# Kościół św. Mikołaja w Sokolnikach
Kościół Świętego Mikołaja – rzymskokatolicki kościół parafialny należący do dekanatu Lututów diecezji kaliskiej.

## Historia
Jest to murowana świątynia wybudowana w latach 1977-1978 według projektu architekta Aleksandra Miedniczka. W przedsionku kościoła, z lewej strony Jest umieszczone kamienne epitafium z 1979 roku, poświęcone księdzu prałatowi Henrykowi Antkiewiczowi, proboszczowi w latach 1967-1979 i budowniczemu świątyni. Wewnątrz budowli jest umieszczona rzeźba Chrystusa wykonana przez Pawła Brylińskiego, rzeźbiarza ludowego, urodzonego w Wieruszowie i zmarłego w Masanowie